# (367789) 2011 AG5
(367789) 2011 AG5 ist ein erdnaher Asteroid vom Apollo-Typ. Er wurde am 8. Januar 2011 am Mount-Lemmon-Observatorium (Sternwarten-Code G96) der Catalina Sky Survey entdeckt. Seine Umlaufperiode beträgt 1,7 Jahre. Mit einem geschätzten Durchmesser von 140 Metern stellt er eine potentielle Gefahr für die Erde dar und wird auf der Turiner Skala mit der Risikostufe 1 geführt. (367789) 2011 AG5 wird das Erde-Mond-System am 4. Februar 2040 in einer Entfernung von circa 0,007 AE passieren. Dies entspricht einer ungefähren Erdentfernung von einer Million Kilometern.
Im Juni 2012 war er neben 2007 VK184 das einzige Objekt auf der Turiner Skala mit einem Risikowert größer Null.
Am 21. Dezember 2012 gaben Astronomen des Gemini Nord Teleskops auf dem Mauna Kea Entwarnung für die Gefahr eines Einschlags durch den erdnahen Asteroiden.